# Грамберг, Игорь Сергеевич
И́горь Серге́евич Гра́мберг (15 июня 1922, Петроград — 19 октября 2002, Санкт-Петербург) — советский и российский геолог, доктор геолого-минералогических наук (1971), академик АН СССР (1987). Директор ВНИИОкеангеология (1972), основные научные интересы — нефтяная геология арктического шельфа и минерагения Мирового океана.

## Биография
В 1940 году закончил десятый класс средней школы и поступил в Ленинградский институт киноинженеров (ЛИКИ).
В 1941 году ушёл добровольцем на фронт Великой Отечественной войны в составе Особого студенческого добровольческого батальона, затем служил в 666 стрелковом полку 3-й гвардейской дивизии Северо-Западного фронта. Воевал под Старой Руссой и Новгородом, был дважды ранен.

«Военные годы выработали благодарное отношение к жизни: не огорчаюсь, что старею, напротив — каждый прожитый год воспринимаю как подарок судьбы» (Из интервью)
После второго, тяжёлого, ранения и долгого лечения в госпитале в городе Молотов (Пермь) с лета 1942 года стал работать в геологической партии коллектором.
В 1943 году поступил в Свердловский горный институт, откуда в 1945 году перевёлся в Ленинградский горный институт, в 1947 году женился на сокурснице Зинаиде Зиновьевне Ронкиной. По окончании института получил диплом с отличием и в 1949 году распределился в НИИГА.

1958 год. И. С. Грамберг (в центре) на полевых работах в Северном Верхоянье

В 1949—1955 годах в качестве начальника тематической партии отдела нефти НИИГА участвовал в полевых работах в Анабарском районе севера Сибирской платформы и на Таймыре.
В 1955 году И. С. Грамбергу была присвоена учёная степень кандидата геолого-минералогических наук за диссертацию «Стратиграфия и литология пермских отложений Анабарского района и смежной территории северо-восточного края Сибирской платформы»
В 1955—1959 годах в качестве начальника сектора геологии нефтегазоносных районов НИИГА проводил работы в Верхоянье, Норильском и Мурманском районах, на Дальнем Востоке СССР; в 1959 году возглавил отдел горючих полезных ископаемых НИИГА.
В 1971 году И. С. Грамбергу была присвоена учёная степень доктора геолого-минералогических наук за диссертацию «Палеогеография и палеогидрохимия севера Средней Сибири в позднем палеозое».
В 1972 году назначен директором НИИГА и одновременно генеральным директором объединения «Севморгео», куда вошли НИИГА и научно-производственные экспедиции — Полярная (город Ломоносов), Морская арктическая (город Мурманск), Норильская и Северо-Тихоокеанская. Директором НИИГА-ВНИИОкеангеология И. С. Грамберг был до своей кончины в 2002 году.

«И. С. Грамберг был организатором первого в нашей стране научно-производственного объединения „Севморгео“ и первым директором ВНИИОкеангеология. Именно в этом институте были развёрнуты широкомасштабные исследования дна Мирового океана и поиск новых источников минеральных ресурсов. Они привели к открытию уникальных месторождений нефти и газа в акваториях северных морей России — Карского и Баренцева. При его непосредственном участии определены ресурсы крупнейшего Штокмановского месторождения природного газа, в котором подсчитанные запасы превышают несколько триллионов кубических метров…» (Н. П. Лавёров, академик, вице-президент РАН)
В 1979 году был избран членом-корреспондентом, в 1987 году — действительным членом Академии Наук СССР.
В 1983 году И. С. Грамбергу была присуждена Государственная премия СССР за исследования в области океанологии; в 1995 — Государственная премия Российской Федерации за научное обоснование и открытие крупной сырьевой базы нефтяной и газовой промышленности на шельфе Западной Арктики; в 2002 году — Премия Правительства Российской Федерации за создание карт рельефа дна Северного Ледовитого океана для решения многоотраслевых задач и реализации национальных интересов России в Арктике.
В 1990-е годы, когда экспедиционные работы на шельфе и в океане почти прекратились, И. С. Грамбергу удалось сохранить возглавляемый им институт и удержать позиции России в области морской геологии.

Могила И. С. Грамберга на Смоленском православном кладбище в Санкт-Петербурге

19 октября 2002 года академик Игорь Сергеевич Грамберг скончался из-за осложнений, вызванных простудой. Похоронен на Смоленском православном кладбище Санкт-Петербурга.

## Семья
Дед по отцовской линии Генрих Грамберг, выходец из Баварии, служил садовым мастером в имении Михайловская дача на Петергофской дороге, принадлежавшем великому князю Михаилу Николаевичу. В его ведении находились ландшафтное, садовое и оранжерейное хозяйства имения. Г. Грамберг за профессиональные заслуги был удостоен Большой серебряной медали Венского общества садоводов, был потомственным почётным гражданином.
Отец — Сергей Генрихович Грамберг, младший из семи детей Г. Грамберга, единственный пошедший по стопам отца, окончил 3 курса сельскохозяйственной академии, с начала Первой мировой войны — на фронте, сначала вольноопределяющимся, затем прапорщиком. Позже работал экономистом, погиб во время блокады Ленинграда.
Мать — Елизавета Ивановна Эльтекова, принадлежала известному в Рыбинске купеческому роду Элтековых, окончила Коммерческое училище Мурашкинцевой.

## Научная работа
В. Л. Иванов, друг и многолетний соратник Игоря Сергеевича, выделил три основных этапа его научной деятельности:
- «Сибирский» этап (или этап НИИГА): 1949—1972 годы;
- Этап реализации крупных геологических проектов (в качестве руководителя НИИГА-ВНИИОкеангеология и Объединения «Севморгео»): 1972 год — начало 1990-х годов;
- Этап познания фундаментальных закономерностей геологической эволюции Земли: 1990-е годы — 2002 год.

### 1949—1972 годы
В этот период И. С. Грамберг решал научные вопросы, связанные с проблемами нефтегазоносности пермских и триасовых отложений Анабарского района, северо-восточной части Сибирской платформы и сопредельных регионов. Большое внимание уделялось прогнозу углеводородов в различных арктических регионах, очерёдности проведения региональных и поисковых геолого-геофизических работ, изучению малодоступных восточных регионов СССР. Были осуществлены предварительная оценка нефтегазовых ресурсов арктического шельфа и составление первой карты перспектив нефтегазоносности арктического побережья и шельфа СССР масштаба 1:5000000, нефтегазогеологическое районирование шельфа с использованием геологических данных по островам и морским берегам, результатов морских геофизических исследований.

### 1972 год — начало 1990-х годов
В этот период И. С. Грамберг развивал несколько научных направлений, по которым были созданы научные школы:
- стратиграфия, литология и геохимия осадочных пород;
- палеогеография Арктики;
- палеогидрохимия и эволюция состава природных вод;
- нефтегазоносность Арктики (включая сушу и моря Северного Ледовитого океана);
- осадочные бассейны и глубинное строение Северного Ледовитого океана;
- внешняя граница континентального шельфа России (геологические и геоморфологические аспекты);
- геология и минерагения Мирового океана, изучение рудных месторождений железомарганцевых конкреций, кобальтомарганцевых корок, глубоководных полиметаллических сульфидов;
- субмаринные газовые гидраты;
- геоэкология шельфа и Арктики, культура освоения природных ресурсов.

### 1990-е годы — 2002 год
В этот период темой научных интересов И. С. Грамберга были:
- Создание научной основы прогноза и поиска конкретных зон накопления углеводородов в Арктике, оригинальной методики районирования земной коры акваторий и глубинного моделирования на основе карт потенциальных полей с использованием сейсмогеологических данных, «расшифровка» блокового строения Баренцево-Карского региона, реконструкция взаимоотношения отдельных блоков в пространстве и времени.
- Обоснование научной идеи о приуроченности главных месторождений углеводородов к участкам с аномальным строением земной коры (например, с редуцированным или полностью отсутствующим гранито-метаморфическим слоем, что свойственно крупнейшим рифтогенным прогибам). Было показано, что наиболее благоприятным для нефтегазонакопления тектонотипом структур являются крупные седловины, в течение длительного времени (возможно, с начала палеозоя) разделяющие обширные депрессии. Такие седловины выступают как богатые нефтесборные площади, тогда как на склонах поднятий формировались высокопористые коллектора, латерально экранированные глинистыми покрышками[9].
- Обоснование научной идеи, что различия в морфологии, тектоническом строении и минерагении современных океанов не могут быть объяснены только с позиций глобальной тектоники. И. С. Грамберг настаивал на стадийности заложения и развития океанов: наиболее древний — Тихий океан (палеозой или поздний рифей), Атлантический и Индийский возникли в мезозое, Северный Ледовитый океан — в кайнозое. Из предложенной И. С. Грамбергом модели образования океанов напрямую вытекают особенности их минерагении. Главнейшие черты и особенности стадийного развития выражаются в соотношениях между рифтогенезом, спредингом и магматизмом, в различиях темпов обновления океанского дна, морфологического облика океанов, тектонического типа континентальных окраин, скорости осадконакопления, мощности осадочного чехла, масштабов нефтегазонакопления и рудообразования[10].

## Научно-общественная деятельность
И. С. Грамберг в разные годы (или одновременно) являлся:
- членом Комиссии по Государственным премиям
- членом Бюро отделения наук о Земле РАН, а в 2002 г. и Председателем Океанологической секции РАН
- членом Президиума Северо-Западного научного центра РАН
- председателем Научного Совета РАН по проблемам геологии и разработки месторождений нефти и газа
- президентом Научно-технического геологического общества
- вице-президентом Международного арктического научного комитета (IASC)
- членом комиссий ООН по Мировому океану

## Уроки жизни

Выступление на Учёном Совете ВНИИОкеангеология 18 июня 2002 года

Выступая с заключительным словом на Заседании Учёного Совета ВНИИОкеангеология, посвящённом 80-летнему юбилею академика (18 июня 2002 года), Игорь Сергеевич поделился основными уроками, которые преподала ему жизнь.
- Урок отца: Главное в отношении к людям заключается в том, что тебе надо к ним относиться так, как ты бы хотел, чтобы они относились к тебе.
- Урок войны: В молодости жизнь представляется вечной, а на войне погибали и самые молодые. Появилась мысль, что бесконечной жизни не будет. Значит — жизнью надо дорожить и прожить её не зря.
- Урок неоднозначности жизни: В юности многое видится слишком простым и однозначным. На войне во взводе был красноармеец, который говорил: «Я не антисоветчик, но Советскую власть не люблю. Сначала всё дали, а потом всё отобрали, введя колхозы». Значит, не так всё просто в жизни, как думает горожанин.
- Урок геологии: Только поездив по стране, побывав в разных ситуациях, в особенности — в поле, да ещё в Арктике, осознал всё величие Природы, мелочность городской жизни по сравнению с мощью и беспредельностью Природы.
- Урок науки: В серьёзных исследованиях важна система; познание бесконечно, но всё надо доводить до конца. В геологии это — реальный прогноз или открытие месторождений.

Закончил своё выступление Игорь Сергеевич словами Уинстона Черчилля: «Да, жизнь осталась позади, но это ещё не конец…»

## Память
- В 2003 году Всероссийскому научно-исследовательскому институту геологии и минеральных ресурсов океана (ВНИИОкеангеология) присвоено имя академика И. С. Грамберга[12]
- В 2003 году во ВНИИОкеангеологии прошли Первые научные чтения памяти академика РАН Игоря Сергеевича Грамберга[13].
- В 2007 году один из гайотов Магеллановых гор (северо-западная часть Тихого океана) получил имя «Гайот Грамберга» (Gramberg Guyot)[14]